# Record Litoral e Vale
Record Litoral e Vale é uma emissora de televisão brasileira sediada em Santos, cidade do estado de São Paulo. Opera no canal 8 (33 UHF digital), e é uma emissora própria da Record. Seus estúdios estão no bairro Vila Mathias, e sua antena de transmissão está no alto do Morro Santa Teresinha. A emissora também mantém uma sucursal em São José dos Campos, onde é produzida parte da programação e matérias do Vale do Paraíba Paulista.

## História

### TV Mar (1992-2004)

Logotipo da emissora em sua fase como TV Mar

A TV Mar foi fundada em 20 de fevereiro de 1992 pelo político Gastone Righi, como afiliada da extinta Rede Manchete, através do canal 8 VHF, que anteriormente era ocupado por uma retransmissora da TV Globo São Paulo. Nesta época, notabilizou-se com uma programação regional que lançou vários nomes ao estrelato, bem como reunia outros de grande sucesso, como Hélio Ansaldo e Ferreira Netto.
Em 1998, a emissora começa a sentir o desgaste na programação da Rede Manchete, que já estava em sua maioria arrendada para infomerciais e programas religiosos. Nesta época, chegou a transmitir programas da TV Senac junto a programação local e durante os cortes impostos pela Embratel no sinal de satélite. Com a extinção da Manchete em 1999, a emissora chegou a acompanhar a fase transitória da rede (TV!), porém, acabou assinando contrato com a Rede Record. Por um curto período de tempo, seu sinal chegou a ser espelhado na antiga retransmissora da rede no canal 6 VHF, que foi desativada no mesmo ano.

### Emissora própria da Record (desde 2004)

Logotipo utilizado entre 2016 e 2021.

Em 2004, Gastone Righi se desfaz dos seus negócios em comunicação e vende a TV Mar para a Central Record de Comunicação, tornando-se uma emissora própria da Rede Record. A emissora passa por grandes reformulações, bem como a adoção dos padrões jornalísticos da rede. Em 2008, a emissora abandona sua antiga nomenclatura e passa a se chamar TV Record Litoral, finalizando o processo de transição iniciado em 2004.
Em 2009, a emissora assume as retransmissoras da TV Record São Paulo na região do Vale do Paraíba e expande a sua área de cobertura, que também já cobria o Litoral Norte e toda a Baixada Santista. Com isso, passa a adotar também o nome de TV Record Vale do Paraíba e amplia seu foco jornalístico na região.
Em 25 de julho de 2016, a emissora se muda dos seus antigos estúdios no Bulevar Shopping em Gonzaga para uma nova sede no bairro da Vila Mathias, e os programas da emissora ganham novos cenários. Em 23 de agosto, a nova sede da emissora é oficialmente inaugurada, com a presença de personalidades da Record e diretores do canal. Em 24 de novembro, com a reformulação da marca da rede, a emissora passa a se chamar RecordTV Litoral/Vale, sendo que deixou de usar os termos de forma separada em 15 de fevereiro de 2021, quando adotou o nome RecordTV Litoral e Vale. Em 6 de novembro de 2023, com o novo rebranding da rede, a emissora adotou o nome Record Litoral e Vale.
Em 4 de setembro de 2018, foi a vez da sucursal da emissora em São José dos Campos ganhar novas instalações no Edifício Hyde Park, no bairro Jardim Aquarius. Foram investidos 3 milhões de reais na construção de um estúdio panorâmico e uma newsroom, onde passaram a ser produzidos o Direto da Redação e o Balanço Geral.

## Sinal digital
| Canal virtual | Canal digital | Resolução de tela | Programação                                             |
| ------------- | ------------- | ----------------- | ------------------------------------------------------- |
| 8.1           | 33 UHF        | 1080i             | Programação principal da Record Litoral e Vale / Record |

A emissora iniciou suas transmissões digitais em 2 de fevereiro de 2015, através do canal 33 UHF para Santos e região. No Vale do Paraíba, o sinal digital foi implantado em São José dos Campos em março do mesmo ano. Em dezembro, toda a sua programação local passou a ser transmitida em alta definição.

### Transição para o sinal digital
Com base no decreto federal de transição das emissoras de TV brasileiras do sinal analógico para o digital, a RecordTV Litoral/Vale, bem como as outras emissoras de Santos, cessou suas transmissões pelo canal 8 VHF em 20 de dezembro de 2017, seguindo o cronograma oficial da ANATEL. O switch-off aconteceu as 23h59, no intervalo do programa Gugu.

## Programas

### Jornalismo
A emissora iniciou a produção de programação local em 1993, e nesta época o jornalismo era composto principalmente pelo telejornal Mar Em Manchete, que seguia o padrão jornalístico da rede, e pela revista eletrônica Periscópio. Este último era apresentado por Sérgio Willians e Rubeni Carpanedo, tinha a produção terceirizada pela Flip Vídeo, pertencente ao também jornalista Wanderley Camargo, e lançou à televisão nomes como André Argolo, Eduardo Barazal, Melissa Paiva, Rosana Vale e Paula Quagliato.
Em 1995, entrou no ar o Opinião, um programa de debates que era apresentado por Hélio Ansaldo, um dos pioneiros na televisão brasileira. Com o seu falecimento, o jornal passou a ser apresentado por Paulo Schiff. Também passaram pelo jornal nomes como Ferreira Netto, Francisco La Scala Júnior, Edgard Boturão, entre outros. Outros jornalísticos inspirados no programa vieram depois, como o Notícias em Debate.
Em 2006, seguindo a padronização da Record, a emissora estreou o Litoral Record, que substituiu o antigo Mar em Manchete (que manteve esse nome mesmo após a extinção da Rede Manchete), sendo apresentado por Carlos Lopez. Nesta época, também foi destaque o Esporte Record, apresentado por Carina Paiva. Em 2008, o Litoral Record passa a se chamar SP Record, e passa a ser apresentado também por Vanesca Leite.
Também em 2008, a Record Litoral estreou sua versão local do Balanço Geral, apresentada por Douglas Gonçalves. Com a expansão da área de cobertura da emissora, foi criada uma edição própria para o Vale do Paraíba e Litoral Norte, apresentada por Sérgio Cursino. Em 2016, Sérgio é contratado pela RedeTV! e o jornalístico passa a ser comandado por Alexandre Furtado. Em 2017, o SP Record passou a ser apresentado por Beatriz Bucciano e em um período por Valéria Chagas, em substituição a Thaís Margarido, que saiu da apresentação para se dedicar a carreira política como secretária de turismo em Guarujá. Em março, a emissora contrata a jornalista Fabiana Kiihl da RIT para o comando do SP Record, e Valéria volta para a reportagem além de ser apresentadora eventual do noticiário. No mesmo ano, estreou o Balanço Geral Especial aos sábados com um rodízio de apresentadores a cada semana.
Em 14 de setembro de 2018, estreou aos domingos o jornalístico Agro Record, apresentado por Carolina Riguengo. Em 17 de setembro, foi a vez do Direto da Redação, com apresentação de Valéria Chagas em Santos e de Ana Paula Torquetti em São José dos Campos, durante o início da manhã. Em 15 de janeiro de 2019, sua apresentação passou a ser feita apenas em São José dos Campos. Em 17 de março, estreou nas manhãs de domingo o programa de entrevistas Visita na Record, apresentado por Valéria Chagas, onde são geralmente recebidas personalidades e autoridades públicas para falar de temas cotidianos. Atualmente, o programa é apresentado por Tatiana Marques.
Em 4 de fevereiro de 2020, a apresentadora Carolina Riguengo deixou o comando do Agro Record e migrou para a RedeTV!, sendo substituída pela repórter Monica Arruda. Em 30 de março, a emissora extinguiu o Direto da Redação, ficando sem programação local nas manhãs. Em 26 de junho, Willian Leite deixou a apresentação do Balanço Geral Litoral após 7 anos, para se candidatar a vereador do município de Santos. Em seu lugar, Alexandre Furtado, que fazia a edição Vale, foi transferido para Santos e passou a acumular os dois programas, até ser substituído por Leandro Vaz, que assumiu o Balanço Geral Vale em 24 de agosto.

### Entretenimento
Com o início da programação local em 1993, a emissora produziu vários programas locais, alguns em parceria com produtoras independentes. Foram destaques nesta época os programas Mar Games, Mar Shopping Show, Consultório Médico e Programa VIP.
Em 1997, passou a transmitir o programa Ilha Porchat na TV, apresentado por Odárcio Ducci. O programa de auditório havia sido exibido anteriormente na TV Brasil, e foi por muitos anos o único do gênero na região.
Com a compra pela Record em 2004, a programação local foi sendo drasticamente reduzida, tendo destaque apenas a parte jornalística. Um dos destaques na época foi o Tudo a Ver Litoral, que era um bloco local do programa exibido nacionalmente, e era apresentado por Paula Papareli, ficando no ar entre 2007 e 2008. Outros programas feitos por produtoras independentes também eram exibidos pela emissora, como Rede Comex, apresentado por Suzana Scheibel; Jornal da Orla Imóveis, apresentado por Teca Camargo; Jornal da Orla na TV, apresentado por Edison Carpentieri, entre outros. Atualmente, a emissora não produz programas de entretenimento.